# Episodi di Wilfred (prima stagione)

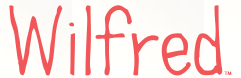
Il logo della serie televisiva

La prima stagione della serie televisiva statunitense Wilfred è stata trasmessa dal 23 giugno all'8 settembre 2011 su FX.
In Italia la stagione è andata in onda sul canale satellitare Fox dal 10 dicembre 2012 al 21 gennaio 2013.
| nº | Titolo originale | Titolo italiano                   | Prima TV USA      | Prima TV Italia  |
| -- | ---------------- | --------------------------------- | ----------------- | ---------------- |
| 1  | Happiness        | Felicità                          | 23 giugno 2011    | 10 dicembre 2012 |
| 2  | Trust            | Una prova di lealtà               | 30 giugno 2011    | 10 dicembre 2012 |
| 3  | Fear             | Tra sogno e realtà                | 7 luglio 2011     | 17 dicembre 2012 |
| 4  | Acceptance       | Pensione per cani                 | 14 luglio 2011    | 17 dicembre 2012 |
| 5  | Respect          | Rispetto                          | 21 luglio 2011    | 24 dicembre 2012 |
| 6  | Conscience       | Coscienza                         | 28 luglio 2011    | 24 dicembre 2012 |
| 7  | Pride            | Il regno degli animali di peluche | 4 agosto 2011     | 31 dicembre 2012 |
| 8  | Anger            | Sneakers                          | 11 agosto 2011    | 31 dicembre 2012 |
| 9  | Compassion       | La mamma è sempre la mamma        | 18 agosto 2011    | 7 gennaio 2013   |
| 10 | Isolation        | La festa del quartiere            | 18 agosto 2011    | 7 gennaio 2013   |
| 11 | Doubt            | Il dubbio                         | 25 agosto 2011    | 14 gennaio 2013  |
| 12 | Sacrifice        | Sacrificio                        | 1º settembre 2011 | 14 gennaio 2013  |
| 13 | Identity         | Identità                          | 8 settembre 2011  | 21 gennaio 2013  |